# Charlie Nicholas
Charles "Charlie" Nicholas (født 30. december 1961 i Glasgow, Skotland) er en tidligere skotsk fodboldspiller, der spillede som angriber. Han var på klubplan tilknyttet Celtic, Aberdeen og Clyde i hjemlandet, samt engelske Arsenal F.C. Med Celtic var han blandt andet med til at vinde to skotske mesterskaber, mens han hos Arsenal vandt Liga Cupppen i 1987.
Nicholas blev desuden noteret for 20 kampe og fem scoringer for Skotlands landshold. Han deltog ved VM i 1986 i Mexico.

## Titler
Skotsk Premier League
- 1981 og 1982 med Celtic F.C.

Skotsk FA Cup
- 1990 med Aberdeen F.C.
- 1995 med Celtic F.C.

Skotsk Liga Cup
- 1982 med Celtic F.C.
- 1990 med Aberdeen F.C.

Engelsk Liga Cup
- 1987 med Arsenal F.C.